# Bashaw (Wisconsin)
Bashaw es un pueblo ubicado en el condado de Washburn en el estado estadounidense de Wisconsin. En el Censo de 2010 tenía una población de 946 habitantes y una densidad poblacional de 10,76 personas por km².

## Geografía
Bashaw se encuentra ubicado en las coordenadas 45°46′17″N 91°58′33″O / 45.77139, -91.97583. Según la Oficina del Censo de los Estados Unidos, Bashaw tiene una superficie total de 87.9 km², de la cual 86.01 km² corresponden a tierra firme y (2.15%) 1.89 km² es agua.

## Demografía
Según el censo de 2010, había 946 personas residiendo en Bashaw. La densidad de población era de 10,76 hab./km². De los 946 habitantes, Bashaw estaba compuesto por el 97.15% blancos, el 1.16% eran afroamericanos, el 0.53% eran amerindios, el 0.42% eran asiáticos, el 0% eran isleños del Pacífico, el 0.11% eran de otras razas y el 0.63% pertenecían a dos o más razas. Del total de la población el 1.8% eran hispanos o latinos de cualquier raza.